# Juan Carlos Del Bello
Juan Carlos del Bello (Mar del Plata, 5 de junio de 1951-Viedma, 19 de julio de 2021) fue un licenciado en desarrollo y político argentino. Durante la segunda presidencia de Carlos Menem se desempeñó como secretario de Políticas Universitarias, secretario de Ciencia y Tecnología e interventor de CONICET. Al momento de su deceso se desempeñaba como rector de la Universidad Nacional de Río Negro.

## Biografía
Nació en Mar del Plata, hijo de un odontólogo y una ama de casa. A los cinco años se mudaron a General Roca, Río Negro, donde realizó sus estudios primarios y secundarios.
Se graduó como Licenciado en Desarrollo y Programación Económica en la Universidad Nacional del Comahue (UNCO). Luego realizó un posgrado en la Universidad Nacional del Sur.
Entre septiembre de 1976 y septiembre de 1984 estuvo exiliado en Costa Rica debido a la persecución política que llevaba adelante el gobierno militar. Allí se especializó en Economía de la Innovación Tecnólogica y en políticas de ciencia y tecnología. Fue profesor invitado en universidades de este país.
En 1984 regresó a Argentina como parte del programa de repatriación llevado adelante por la Secretaría de Ciencia y Técnica (SECYT) a cargo de Manuel Sadosky durante el gobierno de Alfonsín. Dos años después se incorporó como docente a la UNCO. En 1987, junto a otros investigadores, creó el Centro de Estudios Internacionales (CEI).
En 1989 se incorporó a la Secretaría General de la Presidencia del gobierno de Carlos Menem. Posteriormente ocupó puestos técnicos dentro del Ministerio de Economía.
Fue el primer secretario de Políticas Universitarias de Argentina, siendo el autor de la Ley 24 521 conocida como Ley de Educación Superior (LES). Como consecuencia de esta ley se puso en marcha la Comisión Nacional de Evaluación y Acreditación Universitaria (CONEAU). 
En 1996 regresó al Ministerio de Economía para hacerse cargo de la subsecretaría de Inversión Pública y Financiamiento Externo. Apenas seis meses después fue convocado para dirigir la Secretaría de Ciencia y Técnica (SECYT), cargo que ocupó hasta el fin del mandato presidencial de Carlos Menem. En simultáneo fue Interventor del CONICET durante un año hasta su normalización. Durante su gestión se creó la Agencia Nacional de Promoción Científica y Tecnológica (ANPCYT) y el Fondo para la Investigación Científica y Tecnológica. Además se elaboró el segundo Plan de Desarrollo Científico y Tecnológico, datando el primero de 1971. También estableció programas de crédito fiscal y subsidios para empresas innovadoras. Durante su gestión se realizó un profundo ajuste en el presupuesto de CONICET que provocó una drástica reducción de la cantidad de becas doctorales otorgadas y de ingresos a carrera de investigador.
En 2000 y 2004 fue miembro de la CONEAU. Durante el gobierno de Duhalde se desempeñó como director del Instituto Nacional de Estadística y Censos (INDEC).
Durante el gobierno de Néstor Kirchner fue asesor de la secretaría de Ciencia y Tecnología. Posteriormente se dedicó a tareas de docencia, investigación y consultoría. Fue rector organizador de la Universidad Nacional de Río Negro (UNRN) tras su creación. 